# Dolina Zashchishchënnaja
Dolina Zashchishchënnaja (englische Transkription von russisch Долина Защи щённая Dolina Saschtschischtschjonnaja, deutsch ‚Geschütztes Tal‘) ist ein Tal in den Prince Charles Mountains des ostantarktischen Mac-Robertson-Lands. Es liegt auf der Nordseite des Crohn-Massivs in der Porthos Range.
Russische Wissenschaftler benannten es.